# Synsphyronus callus
Espèce
Synsphyronus callus est une espèce de pseudoscorpions de la famille des Garypidae.

## Distribution
Cette espèce est endémique d'Australie-Occidentale. Elle se rencontre de Warroora à Point d'Entrecasteaux.

## Description
La femelle holotype mesure 3,3 mm.
Les mâles mesurent de 2,7 à 3,1 mm et les femelles de 3,0 à 3,6 mm.

## Publication originale
- Hoff, 1947 : New species of diplosphyronid pseudoscorpions from Australia. Psyche, vol. 54, p. 36-56 (texte intégral).